# 遊艇

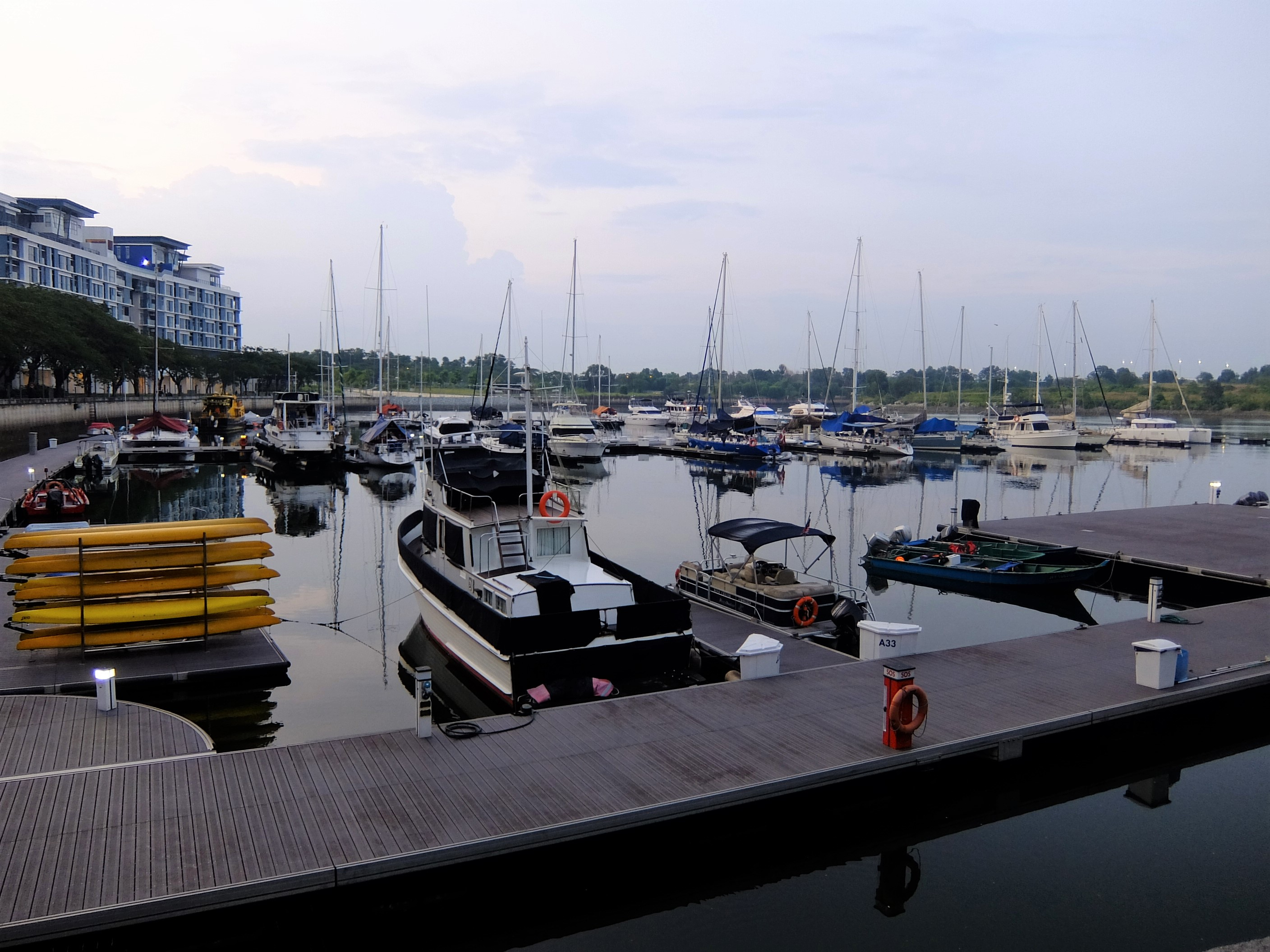
遊艇码头

遊艇（英語：yacht）是任何用于休閒活动（比如航行、游钓、聚会、竞速等）的近海（绿水）和远海（蓝水）船隻，分风帆游艇（sailing yacht）、水翼遊艇（ hydrofoil yacht ）、氣墊遊艇（ hovercraft Yacht)、地效翼遊艇（Ground Effect Wing Yacht）、噴射遊艇（ jet yacht ）和机动游艇（motor yacht）六类。现代意义上的游艇通常指无法用拖车进行陆上运输、因此依赖小港口停泊的中型船舶，大多出現於私人會所等地。普通遊艇的長度大多为9.8—10.7（32—35英尺），大型游艇可以达到30（100英尺），而超過61（200英尺）的稱為超級遊艇（superyacht）。
遊艇本身並不見得非常昂貴，但在大型豪華遊艇成為一股趨勢的現在，冠上遊艇一詞的也愈來愈侷限在競賽與巡航的類型。小型遊艇的造價可能和私家車相當或更高，固定開支可能又更高，包括牌照費、泊船隻的碼頭費、清潔费、修理費、更換零件、船長費、保安、保險等，因而常被視為有錢人的娛樂工具，私人持有遊艇亦被視為生活品味和社會階級的象徵。而負擔不起其高昂售價的一般人，也有按月租赁或者分期付款以享受其樂趣的。
由于游艇的消费者通常对产品性能要求较高，因此对游艇的建造材料要求也比较高。除了美观、舒适外，游艇建造材料还需具有较好的机械性能与安全性能。目前常用的艇体材料为夹层结构材料，这样不仅可以保证游艇结构坚固、结实耐用，而且外型美观、性能优良。艇体的夹层结构材料外层面板常采用玻璃钢，玻璃钢是由玻璃纤维作增强材料与树脂物理合成的复合材料；夹层结构材料芯材则常采用巴沙轻木（BALTEK系列）以及泡沫芯材（AIREX系列）。
以50呎至80呎遊艇的結構，通常可分為船橋，上甲板及船殼由上到下分層。船橋通常有增加另一駕駛台。在室內部置方面，通常有主人房，貴賓室，客房，廚房及沙龍，視長度不一而定。